# القمة ال35 لمجموعة الثماني
القمة ال5 لمجموعة الثماني عقدت في لاكويلا بأبروتسو في إيطاليا، في 8 يوليو، 2009. تم تغيير محل انعقاد القمة من سردينية إلى لاكويلا كمحاولة لتوزيع نفقات الكوارث بعد أن أصاب لكويلا زلزالًا مدمرًا في أبريل 2009. استضافت إيطاليا قمم سابقة لمجموعة الثماني، تتضمن:البندقية 1980، البندقية 1987، نابولي 1994، وجنوة 2001. قمة الثمانيين تعددت كونها اجتماعًا لقادة العالم، بل صار مناسبة لمنظمات غير حكومية ونشطاء وجماعات مدنية تحتشد فيه وتناقش مجالًا واسعًا من القضايا.